# Гроші (фільм, 1983)
«Гроші» (фр. L'Argent) — франко-швейцарська кримінальна драма 1983 року, поставлена режисером Робером Брессоном за мотивами оповідання Льва Толстого «Фальшивий купон». Прем'єра стрічки відбулася 16 травня 1983 року на 36-му Каннському кінофестивалі, де Робер Брессон отримав Приз за найкращу режисерську роботу .

## Сюжет
Школярі збувають у фотомагазині фальшиву 500-франкову банкноту. Там її згодом виявляють і збувають простакуватому молодому робітникові-сантехнікові Івону Таржу.
Івон намагається «правильно» прогодувати своє сім'ю, він працює і живе лише на зарплату. В результаті, за кваліфіковано виконану роботу отримує фальшиві гроші, про що навіть не здогадується, і відразу ж попадається. Цей випадок руйнує його життя: в'язниця, звільнення з роботи, розпад сім'ї, безуспішні пошуки нової роботи. Після всього цього Івон готовий на все, щоб отримати гроші, на будь-яку роботу…

## В ролях
| Крістіан Пате         | ···· | Івон Тарж |
| Венсан Рістеруччі     | ···· | Люсьєн    |
| Кароліна Ланг         | ···· | Еліза     |
| Сільві ван ден Ельсен | ···· | дівчина   |
| Беатріс Табурен       | ···· | фотограф  |
| Дідьє Боссі           | ···· | фотограф  |
| Марк Ернест Форно     | ···· | Норбер    |
| Бруно Лапере          | ···· | Марціал   |
| Франсуа-Марі Баньє    | ···· |           |

## Визнання
| Нагороди та номінації фільму «Гроші» | Нагороди та номінації фільму «Гроші»     | Нагороди та номінації фільму «Гроші» | Нагороди та номінації фільму «Гроші» | Нагороди та номінації фільму «Гроші» | Нагороди та номінації фільму «Гроші» |
| Рік                                  | Кінофестиваль/кінопремія                 | Категорія/нагорода                   | Номінант                             | Результат                            |                                      |
| ------------------------------------ | ---------------------------------------- | ------------------------------------ | ------------------------------------ | ------------------------------------ | ------------------------------------ |
| 1983                                 | 36-й Каннський міжнародний кінофестиваль | Золота пальмова гілка                | Гроші                                | Номінація                            |                                      |
| 1983                                 | 36-й Каннський міжнародний кінофестиваль | Приз за найкращу режисерську роботу  | Робер Брессон                        | Перемога                             |                                      |
| 1984                                 | Премія «Сезар»                           | Найкращий звук                       | Жан-Луї Уґгетто, Люк Єрсе́н           | Номінація                            |                                      |
| 1985                                 | Національна спілка кінокритиків США      | Найкращий режисер                    | Робер Брессон                        | Перемога                             |                                      |
| 1985                                 | Національна спілка кінокритиків США      | Найкращий фільм                      | Гроші                                | 3-тє місце                           |                                      |